# 四羰基(三苯基膦)合铁
四羰基(三苯基膦)合铁是一种有机铁化合物，化学式为[(C6H5)3P]Fe(CO)4。它可由五羰基铁和三苯基膦在汞灯照射下于环己烷中（或钯催化下于甲苯中）反应得到；它也可以在三羰基(1,3-丁二烯)合铁和三苯基膦在40 °C的反应中生成。它和SnX4反应，可以得到Fe(CO)3X[P(C6H5)3]SnX3（X=Cl, Br）。